# 나는 고백한다 (1976년 영화)
"나는 고백한다"는 1976년에 개봉한 대한민국의 영화이다.

## 캐스팅
- 남정임
- 윤일봉
- 김종결
- 유영국
- 한은진
- 이영희
- 최회영
- 강문희
- 최명희
- 이복희
- 손전
- 김경란
- 김기범
- 석인수
- 윤일주
- 김승남
- 강수연